# اعظم ایرجی‌زاد
اعظم ایرجی‌زاد (زادهٔ ۱۳۳۴) رئیس پژوهشکده علوم و فناوری نانو دانشگاه صنعتی شریف و عضو هیئت علمی دانشکده فیزیک این دانشگاه است. ایرجی‌زاد که دکترای خود را در رشته فیزیک حالت جامد (با تخصص فیزیک سطح) از دانشگاه ساسکس انگلستان دریافته کرده به خاطر سوابق علمی درخشانش در زمینه نانو تکنولوژی، فیزیک سطح و فیزیک دماهای پائین به عنوان «بانوی نانوتکنولوژی ایران» شناخته می‌شود.
ایرجی‌زاد سابقهٔ ریاست دانشکده فیزیک دانشگاه صنعتی شریف را در سال‌های ۱۳۷۸ تا ۱۳۸۱ در کارنامه دارد و علاوه بر این عضو کمیسیون جهانی اخلاق در علم و فناوری یونسکو (COMEST) و برنده جایزه علامه طباطبایی از سوی رئیس‌جمهور ایران بوده‌است. ایشان موفق به کسب عناوین متعدد از قبیل  استاد ممتازی دانشگاه ،‌پژوهشگر برتر ، استاد نمونه کشوری و نشان عالی دانش  شده اند. ایشان از موسسان و مدیران  پژوهشکده علوم و فناوری نانو  در دانشگاه صنعتی شریف هستند که در سال ۱۴۰۰ به پژوهشکده علوم و فناوری های همگرا تبدیل شد. 